# シクラメン属
シクラメン属（シクラメンぞく、学名: Cyclamen）は、サクラソウ科の属の一つ。歴史的にはサクラソウ科にまとめられているが、近年ヤブコウジ科へ分類が一時議論されるなど、分類が不安定になっている。

## 形態・生態
根塊から育つ多年生植物。シクラメンは双子葉植物として分類されているが、実際に土から芽を出す時は一枚しか出てこない。また、子葉から数えて7、8枚目の葉が出た頃から花芽の形成が始まる。また、葉芽と花芽は一対一で発生して行く。花を放って置くとすぐ結実する(この時、この属の多くの種において、花茎が巻くことから、ギリシア語のキクロス(kyklos：螺旋・円)から属名がつけられた。但し、園芸種の元となったC.persicumとその近縁種のC.somalenseでは巻かずに垂れる)が、結実させたままにすると株が弱り、最悪枯れてしまうので、採種が目的でも数輪残すだけ、目的でなければ全て取り除くのが好ましい。
球根は茎が肥大したもので、分球しない(ただしC. rohlfsianumは、次第に生長点が増えて球根が横に広がっていき、中心部の古くなったり傷んだりした組織がなくなることで、自然と見かけ上分球したように分かれる) 。球根の乾燥への耐性は種によって異なる。 芽は球根の上部にかたまってつく。根は種によって異なり、球根の肩から出るもの（C. africanumなど）、底から出るもの（C. coumなど）、片側の側面から出るもの(C. cyprium) 、全体から出るもの(C. colchicumなど)がある。球根が地中深すぎる位置にあると、フローラルトランクという生長点が長く伸びた器官を形成し、地上に生長点を出そうとするものもある。

## 分布・生育地
北アフリカ、中近東、ヨーロッパ。

## 下位分類
本属には23種が所属する。
- Cyclamen africanum Boiss. et Reut.
- C. alpinum Dammann ex Sprenger
- C. balearicum Willk.
- C. cilicium Boiss. et Heldr.
- C. colchicum (Albov) Albov
- シクラメン・コウム　C. coum Mill.
- C. creticum (Dorfl.) Hildebr.
- C. cyprium Kotschy
- C. elegans Boiss. et Buhse
- C. graecum Link
- C. hederifolium Aiton  変種crassifoliumに似ているがクレタ島に産するものは、C. confusum Grey-Wilsonとして種に格上げされた[11]
- C. intaminatum (Meikle) Grey-Wilson
- C. libanoticum Hildebr.
- C. maritimum Hildebr. 最初この名で記載されながら、その後C. graecumの亜種anatolicumとされていたもの。C. graecumとの分岐年代が290万-340万年前と判明し、この属での平均的な種の分岐年代の230万年を上回ることから、別種として再び記載されることとなった。[12][13]
- C. mirabile Hildebr.
- C. parviflorum Pobed.
- C. peloponnesiacum (Grey-Wilson) Kit Tan　現在は新設されたC. rhodiumの亜種peloponnesiacum という扱いである。
- C. persicum Mill.
- C. pseudibericum Hildebr.
- シクラメン・プルプラセンス　C. purpurascens Mill.
- C. repandum Sm.
- C. rhodium Gorer ex O.Schwarz & Lepper  C. repandumから独立させたもの[14]
- C. rohlfsianum Asch.
- C. somalense Thulin et Warfa
- C. trochopteranthum O. Schwarz　C. alpinumのシノニム。[15]

このほか、C. purpurascensからC. fatrense Halda & Soják を分けて認める見解もある

## 主な種間交雑種[19]
- C. x drydeniae C. alpinum とC. coumの交雑
- C. x hildebrandii C. africanum とC. hederifoliumの交雑
- C. x meiklei C. creticum とC. repandumの交雑
- C. x saundersiae C. balearicum とC. repandum(またはC. rhodium ssp.peloponnesiacum)の交雑
- C. x schwartzii C. libanoticum と C. pseudibericum の交雑
- C. x wellensiekii J.H.Ietswaart  C. cyprium と C. libanoticum の交雑[20]
- C. x whiteiae C. graecum と　C. hederifoliumの交雑

このほか、埼玉県が開発した芳香シクラメンも、C. persicum と C. purpurascensの交雑である(詳しくはシクラメン記事内の「香りシクラメン」を参照のこと)
- 疑わしい物
  - C. x atkinsii  T. Moore ex Lem. 19世紀半ばに作出されたC. persicumとC. coumの交配種とされるが、異論もある。[21]実際、香りシクラメン作出のためにC. persicum(ペルシカム亜属)とC. purpurascens(シクラメン亜属)を交配した時、まず未熟胚培養という20世紀以降に確立された技術を用いる必要があった(植物の組織培養全体でも最初の試みは1902年である[22])。C. coumもまた、C. persicumとは別のGyrophoebe亜属に属する。異種間交配が成功しやすいかどうかは分類上の近縁度のほか、染色体数も関係する。C. persicumは2n=48,C. purpurascensは2n＝34,C. coumは2n=30である。[23]

## ギャラリー

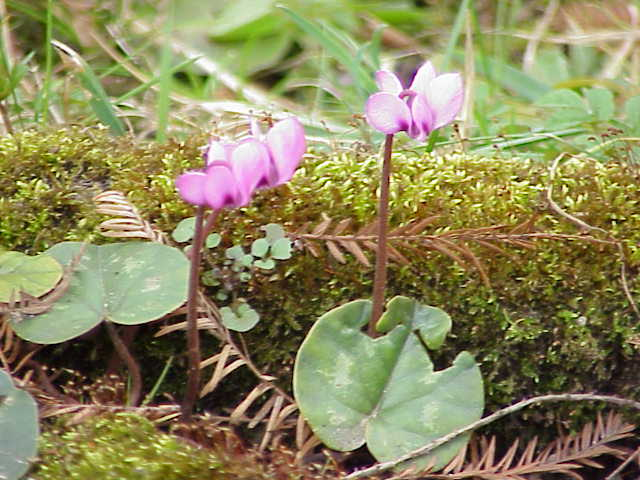
シクラメン・コウム
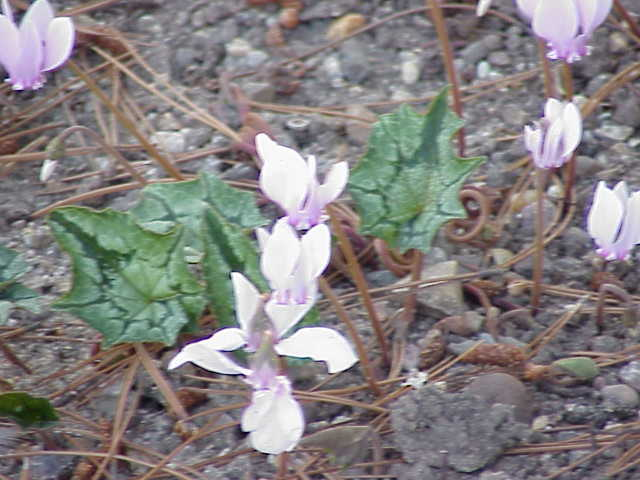
シクラメン・ヘデリホリウム
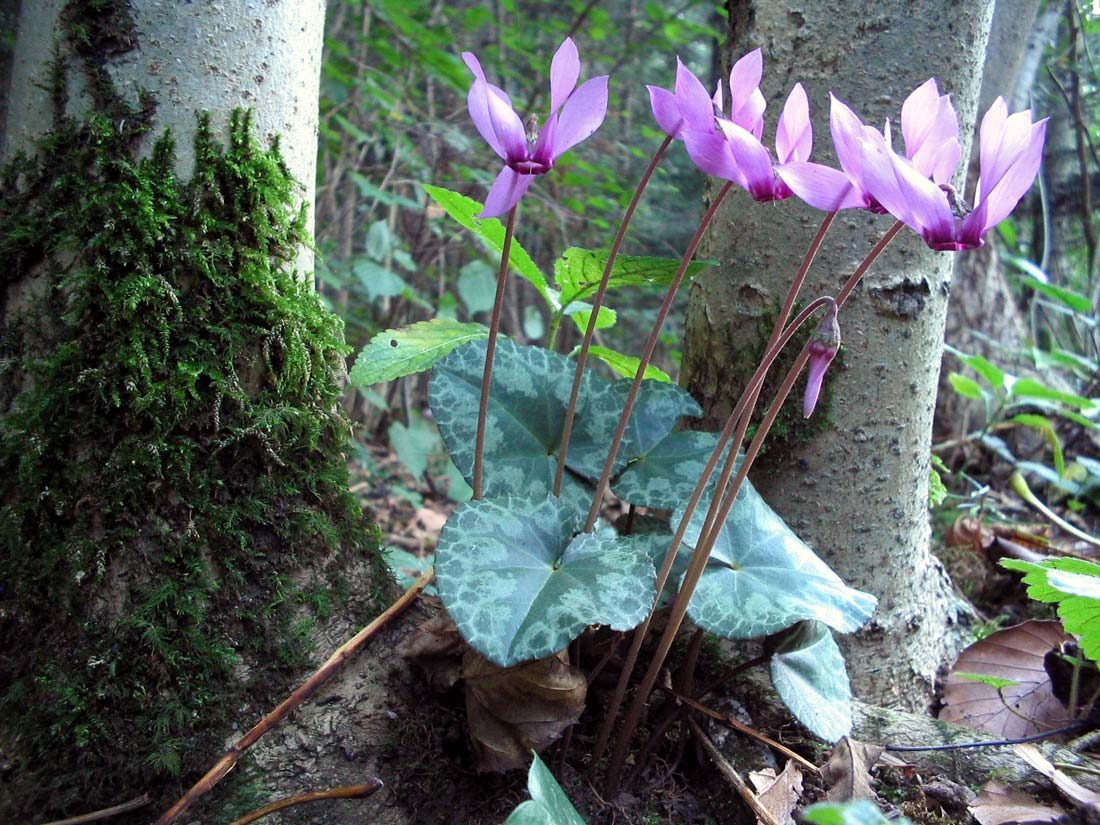
シクラメン・プルプラセンス
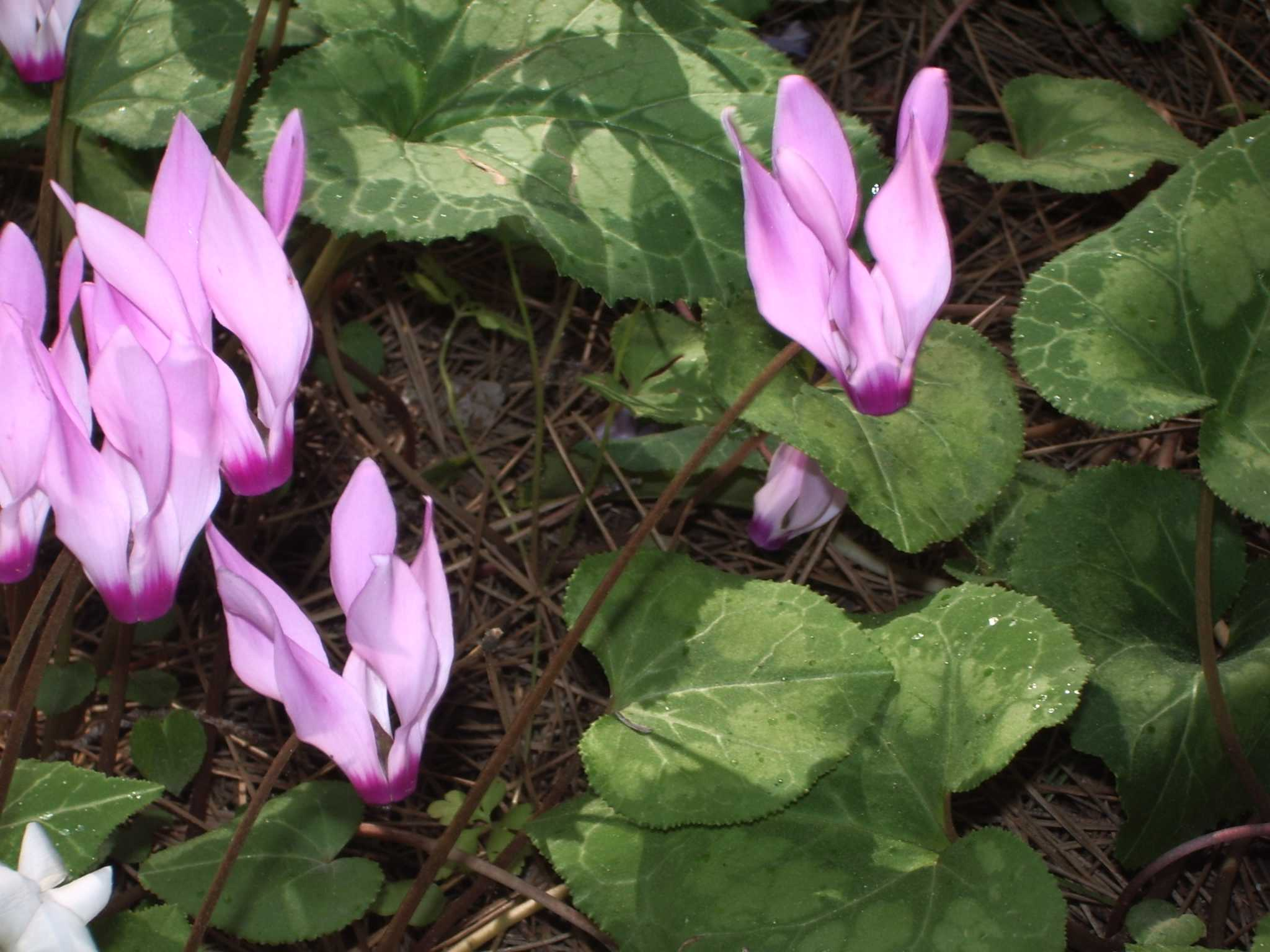
シクラメン・ペルシカム。品種改良に使用された種である。